# Kanton Réquista
Kanton Réquista (francouzsky Canton de Réquista) je francouzský kanton v departementu Aveyron v regionu Midi-Pyrénées. Tvoří ho sedm obcí.

## Obce kantonu
- Connac
- Durenque
- Lédergues
- Réquista
- Rullac-Saint-Cirq
- Saint-Jean-Delnous